# لیلی شولز
لیلی شولز (انگلیسی: Lilly Scholz؛ ۱۸ آوریل ۱۹۰۳ – ?) اسکیت‌باز نمایشی اهل اتریش بود.